# Papyridea semisulcata
Papyridea semisulcata är en musselart som först beskrevs av John Edward Gray 1825.  Papyridea semisulcata ingår i släktet Papyridea och familjen hjärtmusslor. Inga underarter finns listade i Catalogue of Life.